# Circuito Brasileiro de Voleibol de Praia Masculino - Challenger de 2012
O Circuito Brasileiro de Voleibol de Praia - Challenger de 2012, também chamado de Circuito Banco do Brasil de Vôlei de Praia Challenger, foi a primeira edição da competição nacional de Vôlei de Praia Challenger na variante masculino iniciado em 25 de maio de 2012.

## Resultados

### Circuito Challenger
| Evento                                                              | Ouro                                  | Prata                                 | Bronze                            | Quarto lugar                    |
| 1ª Etapa Aracaju, Sergipe 25 a 27 de maio de 2012.                  | /Benjamin Insfran Bruno Oscar Schmidt | / Luciano Ferreira Álvaro Filho       | /Tiago de Jesus Jefferson Pereira | /Hevaldo Moreira Bruno de Paula |
| 2ª Etapa São Luís, Maranhão 21 a 24 de junho de 2012.               | /Benjamin Insfran Bruno Oscar Schmidt | /Fernandão Magalhães Rhuan Ferramenta | /Hevaldo Moreira Bruno de Paula   | /Oscar Brandão Edson Filipe     |
| 3ª Etapa Campo Grande, Mato Grosso do Sul 12 a 15 de julho de 2012. | /Francisco "Lipe" Martins Beto Pitta  | / Luciano Ferreira Álvaro Filho       | / Franco Neto Daniel Souza        | /Hevaldo Moreira Bruno de Paula |
| 4ª Etapa Maceió, Alagoas 23 a 26 de agosto de 2012.                 | /Francisco "Lipe" Martins Beto Pitta  | / Franco Neto Daniel Souza            | /Ícaro Grigório Bernat de Souza   | / Luciano Ferreira Álvaro Filho |